# Rüdnitz
Rüdnitz est une commune de l'arrondissement de Barnim, dans le Land de Brandebourg, en Allemagne.

## Géographie
Rüdnitz se trouve à 28 km au nord-est du centre de Berlin et fait partie de la région métropolitaine de Berlin-Brandebourg.